# Krymki (Lisewiec)
Krymki (kaszb. Krénczi, niem. Krönken, dawniej Krimki) – nieoficjalny przysiółek wsi Lisewiec w Polsce położony w województwie pomorskim, w powiecie gdańskim, w gminie Kolbudy.
Miejscowość wchodzi w skład sołectwa Lisewiec.
W latach 1975–1998 miejscowość administracyjnie należała do województwa gdańskiego.